# Rodolfo Canegrati
Rodolfo Canegrati (Castellazzo, 26 giugno 1912 – Rho, 28 dicembre 1944) è stato un partigiano italiano ucciso dalle forze fasciste di Rho.

## Biografia
Rodolfo Canegrati nacque in una povera e numerosa famiglia contadina di Rho. Rimasto presto orfano di padre e madre, crebbe insieme ai quattro fratelli più piccoli, dai parenti e specialmente dal fratello maggiore, Giuseppe Canegrati.
Durante la seconda guerra mondiale, Rodolfo iniziò a far parte della 106ª Brigata Garibaldi "Venanzio Buzzi", della quale divenne Comandante militare del distaccamento di Rho.
Insieme ad altri partigiani locali si trovava segretamente nei pressi di Piazza Libertà nella tipografia di Aldo Pravettoni, in via Garibaldi, dove stampavano di nascosto volantini di propaganda anti-nazista. Poi staffette come Renata Favini e Rosina Boniforti li nascondevano negli abiti per portarli ai partigiani dei paesi vicini o nascosti in montagna.
Tra novembre e dicembre del 1944 la 106ª Brigata organizzò alcune azioni militari contro le forze nazi-fasciste, sabotando le linee. elettriche e ferroviarie e recuperando alcune armi.

## La fucilazione
Il 27 dicembre 1944 Rodolfo Canegrati venne catturato dalle brigate nere e come altri partigiani torturato nella "casa del fascio" di Rho. Alcuni partigiani della 106ª Brigata cercarono inutilmente di liberare il loro comandante, ma il giorno successivo, il 28 dicembre 1944, dopo un processo farsa davanti al plotone di esecuzione formato da sei squadristi, Canegrati fu passato per le armi. La notizia della sua esecuzione viene riportata l'indomani dal Corriere della sera, nella rubrica "Notiziario della Federazione", con questa singolare versione:«Aveva avuto 4000 lire per uccidere un fascista. Il delinquente passato per le armi.»
I fascisti imputati dell'uccisione di Canegrati, furono tutti condannati nel 1947, come riporta la sentenza presso l'Archivio di stato di Milano, Corte d’Assise straordinaria di Milano. Sentenza N°88 del 6 agosto 1945; n. 60 del 19 aprile 1947.

## Riconoscimenti
Il suo sacrificio è ricordato da una lapide in via Martiri della Libertà 18, di fianco a quella del suo compagno di brigata Giovanni Annoni, anche lui morto dopo esser stato imprigionato in quello stesso edificio: uno stabile che oggi ospita la Guardia di Finanza ma all'epoca era la "Casa del Fascio", come spiega una targa apposta dal Comune nel 2022, di fianco alle lapidi, per il progetto "Memoria è Libertà".